# Tjurhorndyvel
Tjurhorndyvel (Onthophagus taurus) är en skalbaggsart som beskrevs av Johann Christian Daniel von Schreber 1759. Tjurhorndyvel ingår i släktet Onthophagus och familjen bladhorningar. Arten har ej påträffats i Sverige. Inga underarter finns listade i Catalogue of Life.

## Bildgalleri

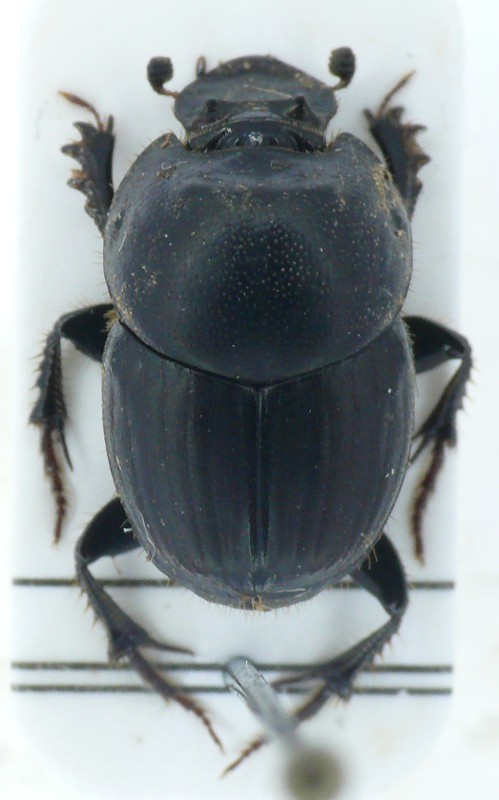
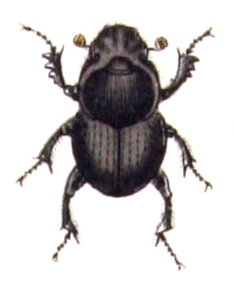